# Nimet Baş

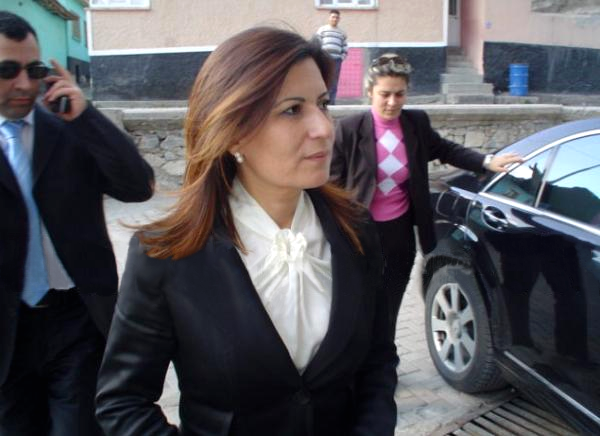
Nimet Çubukçu (16. April 2007).

Nimet Baş (zuvor Çubukçu; * 2. März 1965 in der Provinz Karaman) ist eine türkische Juristin, ehemalige Bildungsministerin der Republik Türkei und gegenwärtige Abgeordnete der Großen Nationalversammlung der Türkei.
Çubukçu absolvierte die Rechtsfakultät an der İstanbul Üniversitesi und arbeitete als freie Anwältin. Sie ist Gründungsmitglied der Adalet ve Kalkınma Partisi (AKP). Çubukçu war Abgeordnete in der 22. Legislaturperiode (14. Oktober 2002 bis 22. Juli 2007) der Großen Nationalversammlung der Türkei. In der 59. Regierung (I. Erdoğan Kabinett) war sie Staatsministerin. Nach dem erneuerten Wahlsieg der AKP 2007 war sie weiterhin Staatsministerin des II. Erdoğan Kabinetts. In dieser Funktion verwaltete sie:
- die Leitung der Verwaltung für Behinderte[3]
- die Generaldirektion der Anstalt für soziale Leistungen und zur Schonung der Kinder (SHÇEK)[3]
- die Generaldirektion für Studien über Familie und Soziales[3]
- die Generaldirektion für den Status der Frau[3]
- die Direktion der Hilfseinrichtung Darülaceze[3]

Am 1. Mai 2009 wurde sie im Rahmen einer Kabinettsumbildung zur Bildungsministerin berufen und war die einzige Ministerin im Kabinett. Für die Wahlen 2011 kandidierte sie für die Provinz Istanbul und zog erneut ins Parlament ein. Ihr Nachfolger als Bildungsminister wurde Ömer Dinçer.
Sie spricht Deutsch. Sie war verheiratet mit Birol Çubukçu und ist seit 2011 geschieden. Sie ist Mutter eines Kindes.